# Club Sport Marítimo 2011-2012
Questa voce raccoglie le informazioni riguardanti il Club Sport Marítimo nelle competizioni ufficiali della stagione 2011-2012.

## Maglie e sponsor
| Casa | Trasferta |

Sponsor ufficiale: Banif

## Rosa
| N. |                          | Ruolo | Calciatore        |
| -- | ------------------------ | ----- | ----------------- |
| 1  | Brasile (bandiera)       | P     | Peçanha           |
| 2  | Brasile (bandiera)       | D     | Igor Rossi Branco |
| 3  | Brasile (bandiera)       | D     | Robson            |
| 6  | Portogallo (bandiera)    | C     | Sérgio Marakis    |
| 7  | Brasile (bandiera)       | C     | Marquinho         |
| 8  | Brasile (bandiera)       | C     | Roberto           |
| 10 | Camerun (bandiera)       | A     | Christian Pouga   |
| 11 | Nigeria (bandiera)       | A     | Ibrahim Obayomi   |
| 13 | Brasile (bandiera)       | C     | Olberdam          |
| 15 | Capo Verde (bandiera)    | A     | Edivândio         |
| 16 | Francia (bandiera)       | D     | Valentin Roberge  |
| 17 | Guinea-Bissau (bandiera) | A     | Sami              |
| 18 | Portogallo (bandiera)    | C     | Luís Olim         |
| 20 | Capo Verde (bandiera)    | C     | Héldon            |

| N. |                       | Ruolo | Calciatore       |
| -- | --------------------- | ----- | ---------------- |
| 21 | Portogallo (bandiera) | D     | Briguel          |
| 22 | Portogallo (bandiera) | D     | João Diogo       |
| 24 | Germania (bandiera)   | D     | Patrick Bauer    |
| 25 | Brasile (bandiera)    | C     | Rafael Miranda   |
| 28 | Brasile (bandiera)    | C     | João Luiz        |
| 30 | Brasile (bandiera)    | C     | Danilo Dias      |
| 35 | Brasile (bandiera)    | A     | Fidélis          |
| 41 | Portogallo (bandiera) | D     | Rúben Ferreira   |
| 44 | Brasile (bandiera)    | D     | João Guilherme   |
| 46 | Portogallo (bandiera) | D     | João Vieira      |
| 47 | Portogallo (bandiera) | P     | Ricardo Ferreira |
| 48 | Portogallo (bandiera) | C     | Fábio Felício    |
| 77 | Francia (bandiera)    | P     | Romain Salin     |
| 81 | Tunisia (bandiera)    | C     | Selim Benachour  |